# ویلسن (تگزاس)
ویلسن، تگزاس (به انگلیسی: Wilson, Texas) یک شهر در ایالات متحده آمریکا با جمعیت ۵۳۲ نفر است که در تگزاس واقع شده‌است.

## موقعیت جغرافیایی
موقعیت جغرافیایی شهرها و مناطق اطراف به شرح زیر است: